# Jezidi's
Jezidi's (ook Ezidi's, Jezidi, Jezda, Jazidi, Yezidi of Yazidi genoemd, in het Koerdisch: Êzidîtî of Êzidî) zijn een Koerdisch sprekende ethnoreligieuze minderheidsgroep die inheems is in een geografische regio in West-Azië die delen van Irak, Syrië, Turkije en Iran omvat. De meerderheid van de Jezidi's die nog in het Midden-Oosten zijn, wonen in het noorden van Irak, voornamelijk in de gouvernementen Nineveh en Duhok. Hun religie, het jezidisme, is monotheïstisch van aard en geworteld in een pre-zoroastrisch geloof dat is afgeleid van Indo-Iraanse tradities. Gepubliceerde schattingen van de jezidi-bevolking lopen sterk uiteen, van 300.000 in de hele wereld tot 700.000 alleen al in Irak. 
Het jezidisme ontstond in de 12de eeuw toen Sjeik Adi, die na zijn studie in Bagdad een eigen orde oprichtte genaamd Adawiyya, in middeleeuwse Arabische bronnen genoemd als Akrad 'Adawiyya (Adawiyya Koerden), zich vestigde in de Lalish-vallei en zijn doctrines en leringen introduceerde aan de lokale Koerden die destijds een oud Iraans geloof praktiseerde, dat vergelijkbaar, maar wel verschillend was van het zoroastrisme en van pre-zoroastrische oorsprong was. Na zijn dood in 1162 na Christus, vermengden zijn discipelen en opvolgers zijn doctrines en leringen met de lokale en oude Iraanse tradities. Hierdoor gebruikt de jezidi-traditie veel termen, afbeeldingen en symbolen van soefi- of islamitische oorsprong, terwijl de pre-islamitische mythologie, symboliek, rituelen, festivals en tradities nog steeds grotendeels bewaard zijn gebleven. Als gevolg van het toezeggen tot een andere religie, hebben jezidi's voortdurend te maken gehad met vervolgingen door de naburige moslims en zijn ze vaak beschuldigd van ketterij. Tijdens de genocide van 2014 werden door de Islamitische Staat (ISIS) meer dan 5.000 jezidi's gedood, gedwongen tot de islam bekeerd en werden duizenden jezidi-vrouwen en -meisjes gevangengenomen in seksuele slavernij, evenals de verplaatsing van meer dan 500.000 jezidi-vluchtelingen.

## Oorsprong
De Jezidi's noemen zichzelf Êzîdî of, in sommige gebieden, Dasinî, hoewel de laatste, strikt genomen, een stamnaam is. Sommige westerse geleerden ontlenen de naam aan de Islamitische Umayyad-kalief Yazīd ibn Muʿāwiya (Yazid I). Alle Jezidi's verwerpen echter elke relatie tussen hun naam en de kalief. Het woord Jezidi betekent 'de dienaar van de schepper'. Andere geleerden ontlenen het aan de oude Iraanse yazata, Midden-Perzische yazad, goddelijk wezen. Een andere afleiding van de oorsprong van het woord heeft betrekking op Ez dā ('Geschapen mij'). Jezidi's verwijzen ook naar Xwedê ez dam ('God schiep mij') en naar Em miletê ezdaîn ('Wij zijn de Ezdayi-natie'). Geleerden hebben veel opvallende overeenkomsten ontdekt tussen de Jezidi's, de Jaresan en de Koerdische Alevieten (Rêya Heqî). De gemeenschappelijke kenmerken van de drie religies zijn terug te voeren op een oud geloof dat waarschijnlijk dominant was onder de West-Iraanse volkeren, dat hoewel vergelijkbaar, verschillend was van het zoroastrisme en is afgeleid van de pre-zoroastrische Iraanse traditie. Vroege schrijvers probeerden de Jezidi-oorsprong in grote lijnen te beschrijven in termen van de Islam, of Perzische, of soms zelfs 'heidense' religies; onderzoek dat sinds de jaren negentig is gepubliceerd, heeft echter aangetoond dat zo een dergelijke benadering te simplistisch is.

## Geschiedenis

### Vroege geschiedenis en oorsprong
Het Jezidisme werd omarmd door vele Koerdische stammen en emiraten. Jezidi-manuscripten, genaamd Mişûrs, die in de 13de eeuw werden opgeschreven, bevatten lijsten van Koerdische stammen die verwant waren aan de Jezidi Pir-heiligen. Slechts twee van de in totaal 40 manuscripten zijn tot nu toe gepubliceerd, namelijk de Mişûr van Pîr Sini Daranî en de Mişûr van Pîr Xetîb Pisî, de lijst in de Mişûr van Pîr Sini Daranî omvat enkele grote stammen die grotendeels of volledig geïslamiseerd zijn vandaag, inclusief maar niet beperkt tot de grote Shikak-, Reşan-, Dumilî / Dumbuli-, Memkan-, Kîkan- en Musareşan-stammen. Sherefkhan Bidlisi een Koerdische auteur die in de 16de eeuw leefde, schrijft in Şerefname, een boek dat wordt beschouwd als een belangrijke en oudste bron over de Koerdische geschiedenis, dat zeven van de belangrijkste Koerdische stammen Jezidi waren. Het Jezidisme was de officiële religie van talrijke Koerdische emiraten en vorstendommen, waaronder de vorstendommen Bohtan, Mahmudi, Donboli en het emiraat Kilis.

#### Territorium en religieuze administratieve structuur
Vanaf de 14de eeuw bouwden Jezidi's hun eigen interne religieuze en politieke bestuursinrichting op in de door hen bewoonde gebieden. Het Jezidi-territorium was verdeeld in zeven administratieve centra, elk met zijn eigen Sincaq (spandoek, vlag, provincie, regio), beter bekend als Tawis onder de Jezidi's. Sincaqs zijn heilige bronzen beeltenissen met de afbeelding van een vogel of pauw om Tawûsî Melek de aartsengel te symboliseren. Ze dienen als machtssymbolen voor elk administratief centrum, namelijk: Tawisa Enzel: Welatşêx (Şêxan) Şêxan of Shekhan ligt in de provincie Ninawa in het Noord-Westen van Irak - Lalish Tawisa Şingalê: district Shingal - Tawisa Hekkarê: soms ook Tawisa Zozana genoemd: Historische regio van Hakkari (Hakkari Şırnak, Van en Duhok). Tawisa Welatê Xalta: Regio rond Siirt, Batman, Diyarbakir, Mardin, enz. Tawisa Helebê: Aleppo en Afrin.
Tawisa Tewrêzê: de stad Tabriz, gelegen in het huidige Iran (Jezidi's woonden in het westelijke achterland in de regio Khoy). Tawisa Misqofa (Moskou): hernoemd van het Tawisa Serhedê na de uittocht van de Jezidi's uit Serhed naar het Russische rijk. Serhed is een regio die de steden Kars, Ardahan, Erzurum, Ağri, Van, Bitlis en Muş omvat in het huidige Turkije. Een zeer belangrijk genre van orale literatuur van de Jezidi-gemeenschap bestaat uit religieuze gezang genaamd Qewls, Elke zes maanden werden de Jezidi Qewals, getrainde voordragers van Qewls en andere vormen van heilige orale Jezidi-traditie, uitgezonden naar andere door Jezidi bewoonde gebieden met militaire bescherming vanuit de centrale administratieve regio Shekhan en het spirituele centrum van Lalish. Deze traditie diende om het Jezidi-geloof en de leer te behouden. De Qewals werden uitsluitend gefinancierd door de vrijwillige aalmoezen van de gelovigen. De Qewals en afgevaardigden leidden een Sincaq die bedoeld was voor de regio die ze bezochten en paradeerden ermee door de Jezidi-dorpen en gebieden om de spirituele legitimiteit te behouden en het gezag van Lalish en de Mîr (gemeenschapsleider) te symboliseren.

#### Vroege betrekkingen in het Midden-Oosten
Vanwege de steeds groter wordende en invloedrijke macht van de Jezidi's, begonnen ze door de naburige Moslims als een bedreiging te worden gezien, wat leidde tot een groot en sterk Jezidi-moslimconflict dat eeuwen zou duren. Jezidi's werden brutaal vervolgd door Arabieren, Perzen, Turken en soennitische Koerden. Twee van de meest bekende vroege en grote expedities tegen de Jezidi's vonden plaats in 1246, toen de Jezidi-leider, Sheikh Hassan ibn Adi (Koerdisch: Şêx Hesen of Şêx Sin) werd vermoord door Badr Ad-Din Lulu (van oorsprong een Armeens islamitische heerser van Mosul), en in 1414, toen een gezamenlijk leger van naburige soennitisch-Koerdische stammen Lalish plunderde. Tijdens deze conflicten werden veel belangrijke Jezidi-leiders gedwongen zich tot de islam te bekeren, wat leidde tot een geleidelijke achteruitgang van de Jezidi-macht vanaf de 15e eeuw. Jezidi's waren echter ook in staat om op verschillende momenten allianties aan te gaan met de autoriteiten en naburige machten, sommige Jezidi-stammen sloten een bondgenootschap met Qara Yusuf (heerser van het Qara Qoyunlu emiraat dat het huidige Azerbeidzjan, Georgië, Armenië, het noordwesten van Iran, het oosten van Turkije en het noordoosten van Irak omvat), terwijl andere Jezidi-stammen een bondgenootschap aangingen met Uzun Hasan van de rivaliserende Aq Qoyunlu emiraat tegen de Timuriden. Tijdens het bewind van Saladin (Een Koerdisch Islamitische heerser) dienden Jezidi's als troepen, ambassadeurs en kregen ze land om te regeren.

### Ottomaanse periode

#### 16e eeuw
Jezidi's kwamen in het begin van de 16e eeuw voor het eerst in contact met de Ottomanen en leefden als semi-onafhankelijke entiteiten onder het Ottomaanse rijk. De Ottomanen hadden Koerdische gebieden veroverd en hun eigen gouverneurs opgesteld in Diyarbekir, Urfa, Sinjar en Mosoel. In 1516 na Christus lanceerde sultan Selim de Grim een invasie in Syrië, waarbij hij Aleppo en Damascus veroverde op de Mamelukken van Egypte. Het hoofd van de Koerden in Aleppo was Qasim Beg, hij had lange tijd onenigheid gehad met de Mamelukken omdat zij Qasim Beg wilden vervangen voor de Jezidi Sheikh Izz ed-Din. Ondanks dat Qasim Beg hulde bracht aan de sultan, slaagde Sheikh Izz ed-Din er nog steeds in om zichzelf de emir van de Koerden te laten noemen nadat hij de lokale Ottomaanse gouverneurs had overgehaald om Qasim Beg te executeren wegens verraad. Omdat Sheikh Izz ed-Din na zijn dood geen erfgenamen achterliet, werd de titel echter teruggegeven aan de familie van Qasim Beg.
Jezidi's waren een grote en talrijke groep die op veel plaatsen woonden, namelijk, volgens de rapporten van Evliya Çelebi (een Ottomaanse ontdekkingsreiziger die tijdens het culturele hoogtepunt van het rijk door het grondgebied van het Ottomaanse rijk en aangrenzende landen reisde), woonde de Jezidi's in Bingöl, Bitlis, Van, Hazo, Amedi, Diyarbekir, Hasankeyf, Cizir en Duhok. Jezidi-leiders bezetten belangrijke posities binnen het provinciale Ottomaanse systeem en werden aangesteld als gouverneurs tot aan Tikrit en Kerek. Jezidi's waren ook deelnemers aan handel en riviertransport van hun grondgebied door contact te leggen met andere etniciteiten en religies. Evliya Çelebi beschrijft de kwaliteit van Jezidi-producten op de volgende manier:
De kwaliteit van de druiven en honing van Jezidi's is van onschatbare waarde, en hun rozijnen zijn hoog geprijsd op de markten van Bagdad, Basra en Lahsa. Ze hebben veel bessenbomen. Sinjar heeft ook een belangrijk mineraal.
Çelebi meldt ook dat Jezidi's vergoedingen verzamelden door mensen met hun veerboten van Hasankeyf naar de overkant te brengen.
Onder het bewind van sultan Suleyman in 1534 kreeg de Jezidi-leider Hussein Beg de controle over het domein van het Soran-emiraat samen met zijn hoofdstad Erbil, en het Bahdinaanse emiraat met zijn hoofdstad Amediye. De vader van Hussein Beg, Hassan Beg, had zich na de Slag om Chaldiran geallieerd met de zegevierende Ottomanen en was beroemd om zijn diplomatieke en politieke expertise, die hem hielp Mosoel onder zijn heerschappij te brengen en een machtige en invloedrijke figuur te worden. Zijn zoon, Hussein Beg, volgde hem op na zijn dood in 1534. Ondanks de vervolging en de meedogenloze heerschappij over de moslims van Soran wisten de Jezidi's een grote politieke, militaire macht te behouden onder de kortstondige, maar welvarende leiding van Hussein. En genoten van een zeldzame periode van vrede en vrijheid van vervolging. De moslims van Soran verzetten zich tegen het bewind van Hussein Beg en probeerden verschillende keren de Dasini-heersers (De Jezidi-heersers) omver te werpen. Hun eerste pogingen waren niet succesvol en werden afgeslagen, totdat de naburige moslimheersers een alliantie vormden tegen Hussein Beg en Erbil veroverden terwijl Hussein Beg afwezig was. een bezoek aan Sheikhan, of Istanbul volgens andere bronnen. De pogingen van Hussein Beg om de stad te heroveren waren niet succesvol vanwege de lokale steun van de moslimheersers en resulteerden in de dood van 500 Jezidi-strijders. Na de nederlaag werd Hussein Beg teruggeroepen naar Istanbul en geëxecuteerd.
Terwijl de relaties met de Ottomanen verslechterden en gespannen werden met de soennitische Koerden, maakten de Ottomanen gebruik van deze spanningen en gebruikten ze religieuze verschillen om beide groepen onder controle te houden. In 1566 werkte Abu al-S'ud al-'Amadi al-Kurdi, de moefti van het Ottomaanse rijk en sjeik al-Islam, samen met de Ottomaanse sultans en vaardigde fatwa's uit (Een juridische uitspraak over een punt van de islamitische wet (sharia) gegeven door een gekwalificeerde Faqih (islamitische jurist) in antwoord op een vraag gesteld door een particulier, rechter of overheid) die de moord op Jezidi's door de sultan en de slavernij van Jezidi's legitimeerden, slavernij van Jezidi-vrouwen en de verkoop van Jezidi-slaven op de markten. Dit had tot gevolg dat Jezidi's onder constante Ottomaanse militaire druk stonden en dat hun territoria vanuit religieus oogpunt als Dar Al-Harb werden beschouwd.
In latere perioden verzochten soennitisch-Koerdische prinsen, met name die van het Bahdinaanse vorstendom en zijn islamitische geestelijken, de Ottomaanse sultan om de jezidi's te elimineren met de rechtvaardiging dat Jezidi's afvalligen waren. Talrijke Ottomaanse documenten onthullen de rol van de prinsen, waaronder een die teruggaat tot 1568 na Christus, die luidt:
De noodzaak om een einde te maken aan de corruptie en het kwaaddoen van de Dasini-sekte [d.w.z. Jezidi's] en [de Ottomaanse staat vragen om] firmans (bevelen) naar de gouverneurs van Mosoel en Erbil te sturen om de Dasini's te straffen
Volgens een ander document dat dateert uit 1571 na Christus, eiste de prins van Bahdinan, sultan Husayn Waly, de Ottomanen om een firman (Orde) naar de staten (Wilayāt) van Jazira, Mosoel, Amadiye en Erbil te sturen om de Jezidi-leiders te arresteren.

#### 17e eeuw
Tijdens de eerste helft van de 17e eeuw werden Jezidi's een zeer machtige entiteit onder leiding van Ezidi Mirza, een jonge, maar gerenommeerde militaire leider die bekend werd na het leiden van een tegenaanval tegen moslim rovers in zijn geboorteplaats Bashiqa en een verwoestende nederlaag toebracht aan de moslim rovers, ondanks dat Ezidi Mirza en zijn troepen in de minderheid waren. Hij werd het hoofd van de Bashiqa-Bahzani en in latere periodes van zijn leven ook de gouverneur van Mosoel. Hij en zijn troepen vochten voor de Ottomaanse zijde tijdens de Slag om Bagdad samen met de toenmalige Mîr van de Jezidi's, Zeynal Javkhali, en zes andere Jezidi-stamhoofden. In 1649 werd Êzidî Mirza aangesteld als gouverneur van Mosoel, een titel die hij vasthield tot aan zijn dood in 1651. Êzidî Mirza wordt tot op de dag van vandaag genoemd in verschillende Jezidi-saga's.
Tijdens de 17e eeuw lanceerden de Ottomanen talloze expedities tegen de Jezidi's in Sinjar, die lange tijd de handelsroutes rond Sinjar onder controle hadden, Ottomaanse caravans aanvielen en weigerden de door de Ottomanen geheven belastingen te betalen. De eerste expeditie werd geleid door de Ottomaanse grootvizier, Nasuh Pasha, en vond plaats in 1613 na Christus, wat resulteerde in een Jezidi-overwinning en 7.000 van de Ottomaanse soldaten die werden afgeslacht volgens de rapporten van Evliya Çelebi.
In 1640 werd een andere expeditie tegen de Jezidi's van Sinjar gelanceerd door een andere grootvizier, Melek Ahmed Pasha van Diyarbekir. De Ottomaanse troepen omsingelden de Sinjar-bergen en bestormden Jezidi-posities. Ondanks zware verliezen slaagden de Ottomanen er uiteindelijk in de berg te veroveren. Evliya Çelebi, die een ooggetuige was van de gebeurtenis, meldt dat 3.060 Jezidi's werden gedood op de Sinjar-berg, en schrijft over de rijkdom van de Jezidi's en de overvloed van de Jezidi-gebieden, die volgens hem welvarend zijn in de handen van de Jezidi's. Hij beschrijft de buit van de Ottomaanse aanvallen op Jezidi's op de volgende manier:
"Deze Jezidi's waren net zo rijk als Croesus, alle troepen uit de provincies Van en Diyarbekir en Mardin die Melek Ahmed Pasha te hulp kwamen, alle Koerdische soldaten die deelnamen aan het plunderen van het geld en eten en drinken en koperen vaten en huisraad en dergelijke die in tien dagen tijd uit de Saçlı Dağı-grotten tevoorschijn kwamen, konden niet meer dan een druppel in de zee en een stofje in de zon meenemen. Want sinds de gebeurtenis van Kerbela zijn deze mensen rijk geweest, en geen koning had ze ooit eerder veroverd."
In 1655 bezocht Evliya Çelebi Sinjar opnieuw om Firari Mustafa Pasha in te halen, de gouverneur van Diyarbekir van wie Evliya de opdracht had gekregen een oude schuld te innen. Firari Mustafa Pasha had zijn kamp opgeslagen in Sinjar om belastingen van de Jezidi's te innen, toen hij een delegatie stuurde om met de lokale bevolking te onderhandelen en belastingbetalingen te eisen, antwoordden de Jezidi's: "Als Melek Ahmed Pasha was teruggekomen om tegen hen te vechten, zouden ze hun gezichten in zijn voetafdrukken wrijven, maar voor Mustafa Pasha zouden ze slechts tien ladingen zijde geven ", wat Mustafa Pasha woedend maakte en hem ertoe aanzette om versterking te roepen en een expeditie tegen de Jezidi's van Sinjar te lanceren, het resultaat van deze expeditie is onbekend.
In Evliya's werken worden de stammen van Rojkî,  Halitî (Xaltî), Çekvânî, Bapirî, Celovî, Temânî, Mervanî, Beddi, Tâtekî, Gevarî, Gevaşî, Zêbarî, Bezikî, Modikî, Kanahî en Şikak genoemd als Jezidi's. Veel uitdrukkingen worden door Evliya gebruikt wanneer ze naar Jezidi's verwijzen, namelijk: Saçlı Kürdü (langharige Koerden), Yezidi Ekrad (Yezidi Koerden), Saçlı Yezidi Kürdleri (langharige Yezidi Koerden), kavm-i na-pak (onreine groep), bed-mezheb (slechte sekte), bî-din (ongelovig), savm u salât ve hacc u zekât vermezler (ze weten niets van deze pilaren van de islam), kelb-perest (hondenaanbidders) en firka- ı dal" (ketterse sekte).
In 1671 eindigde een nieuwe strijd op de Sinjar-berg, die drie jaar duurde tussen de Sacheli-stam en legers van de naburige Pasha's, wat resulteerde in een overwinning voor de bergbewoners, die ongeveer 4.000 gevangenen gevangen namen.

#### Tussen 1715 en 1809
Jezidi's worden genoemd in Van Tarihi, een verslag uit 1715/1716 van de plaatselijke imam van de stad Van, Ibn-i Nuh, dat ging over de geschiedenis van Van. Het rapport beschrijft een Ottomaanse aanval op de Jezidi's van Van die plaatsvond in 1715. Het beschrijft de overwinning van de Jezidi's tijdens de eerste aanvalsgolven en de Jezidi's die de Pasha van de stad Van gevangennamen tijdens de strijd. Onder de sectie met de titel Harb-i Yezidiyan Der Sahra-yi Canik Ba-Vaniyan (De strijd van de Jezidi's met Vanis in de woestijn van Canik), noemt Ibn-i Nuh de namen op van belangrijke mensen die stierven tijdens de slag en beschrijft een vreselijke situatie voor de moslims en de islam door wat hij beschrijft als Cünd-i Şeytan (het leger van de duivel). Onder de sectie Maktel-i Yezidiyan ve Intikam-i Şüheda-i Van (Het doden van Jezidi's en de wraak van de martelaren van Van), vertelt hij hoe de Pasha van de stad een leger van 7.000 soldaten verzamelde van Ahlat, Adilcevaz en Erçiş om het op te nemen tegen de Jezidi's en de strijd eindigde uiteindelijk in een overwinning voor het rijk en de moslims. Hij beschrijft dat deze plaats geen Jizya of hoofdelijke belasting betaalde en dat het werd beschouwd als de verblijfplaats van de oorlog. Hij vermeldt ook dat sommige christenen het leven lieten en dat veel vrouwen en kinderen gevangen werden gehouden.
In 1743 lanceerde Nadir Shah een invasie in het westen en had als doel Mosoel te veroveren. Nadir Shah stuurde een troepenmacht om de Jezidi-leider gevangen te nemen na de verovering van Altun Kopru en Kirkuk. As (De Jezidi-leider) heeft vaak de westelijke provincies van Perzië overvallen vanuit zijn basis in de bergen rond Koi Sanjak. De Perzen versloegen een leger van enkele duizenden Jezidi's en doodden hun leider Jezid. As die was gevangen genomen door Nadir Shah, wist te ontsnappen, schakelde bondgenoten in en belegerde een verwoest fort waar de Perzische cavalerie Jezidi-vrouwen gevangen had gehouden. De verdedigers stonden op het punt om onder de voet gelopen te worden toen de neef van de shah versterkingen bracht en het beleg stopte. As, die door zijn bondgenoten in de steek was gelaten, overwoog zelfmoord te plegen, maar gaf zich uiteindelijk over aan Nadir Shah en werd uiteindelijk benoemd tot gouverneur van het district.
Gedurende de 18e eeuw waren Jezidi-mirs van Sheikhan onderworpen aan het Koerdische vorstendom Amadiya, een semi-autonome leengoed dat de Ottomaanse grenzen in het oosten bewaakte. De heersers, die strikte soennitische moslims waren die beweerden af te stammen van de Abbasiden, regeerden over Amadiya sinds de Timuridische periode. Amadiya was ook de thuisbasis van een Joodse gemeenschap en omvatte Nestorianen die actief werden bekeerd door Dominicaanse missionarissen die daar van 1759 tot 1779 waren gestationeerd. Jezidi's worden kort genoemd door een van de missionarissen, Padre Maurizio Garzoni, die meldde dat "de post van de beul is altijd gegeven door de prinsen van Amadiya aan een Jezidi, die nooit afkerig is om moslimbloed te vergieten." Jezidi mirs van Sheikhan waren ook betrokken bij verschillende opstanden tegen het Amadiya-vorstendom; in 1770-1771 sloot Bedagh Beg, die destijds Mir van Sheikhan was, zich aan bij een opstand tegen de prins van Amadiya, Ismail Pasha. Bedagh Beg werd uiteindelijk gevangengenomen en gestraft, en 16 jaar later was zijn zoon en opvolger, Jolo Beg, betrokken bij een andere opstand, maar hij moest zich later terugtrekken. In 1789-1790 behield Jolo nog steeds de titel van Mir en was hij betrokken bij veldslagen tegen de Tayy Arabieren, die Sheikhan aan het overvallen waren, maar het jaar daarop werden Jolo en zijn broer geëxecuteerd door Ismail Pasha, die een Khanjar Beg aanstelde als de Mir in hun plaats. Na ruzies met Khanjar werd de Mir-positie echter teruggegeven aan de oude dynastie en werd Khanjar vervangen door de zoon van Jolo Beg, Hasan Beg.
In Sinjar hadden de Jezidi's bekendheid gekregen door het overvallen van elke caravan die tussen Mardin en Mosoel passeerde. Jezidi-rovers opereerden tot aan de routes tussen Anah en Bagdad, waar een bende in 1782 een caravan aanviel en 30 ezelladingen katoengoederen in beslag nam. caravans die werden geëscorteerd door goedbewapende bewakers waren vaak in staat om overvallers te verslaan, terwijl het lot van andere caravans vaak een totaal verlies of een losgeld was. De favoriete doelen voor de Jezidi-rovers waren lichtbewapende officiële koeriers die vertrouwden op snelheid om hun bestemming te bereiken. In één geval bleek een gevangengenomen koerier 40.000 karaat aan hoogwaardige parels bij zich te hebben. Als gevolg hiervan werden verschillende expedities gelanceerd tegen de Jezidi's; de strafexpedities vanuit Bagdad, werd voor het eerst gelanceerd in 1715 en een latere in 1753, brachten zware verliezen toe. Vervolgens werden de expedities die vanuit Mosoel en Bagdad tegen Sinjar werden gelanceerd echter minder ernstig en werden deze door de rovers als een kostenpost beschouwd.
In 1785 leidde de gouverneur van Mosoel, Abd el-Baqi Pasha, een aanval op de nomadische Dina-stam van Jezidi's die ten oosten van Tigris bij Duhok woonden, geleid door een jonge leider genaamd Kor Namir Agha (De Blinde Namir Agha) die aan een oog blind was. Terwijl de Pasha's troepen de verlaten dorpen plunderden, werden ze in een hinderlaag gelokt waarin de Pasha en zijn broer werden gedood. De in paniek geraakte troepen vluchtten naar Mosoel terwijl ze werden achtervolgd door de strijders van de Dina-stam. Het vervolg van deze ontmoeting is onbekend.
De slavernij van Jezidi-gevangenen en militaire actie tegen Jezidi's werd gelegitimeerd door Moslim theologen, die Jezidi's als ketters bestempelden. Tussen 1767 en 1809 zijn er ten minste acht expedities geregistreerd en volgens de Franse oriëntalist Roger Lescot lanceerden de Ottomanen alleen al in de 18e eeuw 15 campagnes tegen de Jezidi's van Sinjar en Sheikhan. Een expeditie tegen de Jezidi's van Sinjar werd geleid door de gouverneur van Bagdad, Ali Pasha, die veel gezinnen dwong zich tot de islam te bekeren. Een andere expeditie in 1809 werd geleid door de nieuwe gouverneur van Bagdad, Sulayman Pasha, die Jezidi-boerderijen in brand stak en Jezidi-stamleiders onthoofde. In de 18e-19e eeuw nam de invloed, macht en bevolking van de Jezidi's verder af. Met het einde van de semi-autonome Koerdische vorstendommen en de reeks Ottomaanse Tanzimat-hervormingen vanaf het midden van de 19e eeuw, werden de door Jezidi bevolkte regio's meer vatbaar voor lokale politieke instabiliteit. Bovendien kregen de Jezidi's, die waren uitgesloten van de status van "Mensen van het Boek", geen religieuze rechten die andere groepen genoten, zoals Christenen en Joden onder het Ottomaanse Millet systeem.

#### Jezidi-Muzuri vijandigheid en het bloedbad van Sheikhan
Aan het begin van de 19e eeuw waren Jezidi's verwikkeld in een lang durende vijandigheid met de naburige soennitisch-Koerdische stam Mizuri, die met een van hun geestelijken in 1724 een fatwa had uitgevaardigd dat Jezidi's ongelovigen en afvalligen waren en dat het doden van hen een religieuze plicht was. Vrouwelijke Jezidi's en het Jezidi-bezit moesten als oorlogsbuit worden beschouwd. Bij een andere ontmoeting in 1802 deed de Alghushiyya stam een vertakking van de Mizuri stam een inval in het Jezidi-dorp Ghabara in het westen van Sheikhan, doodde bijna honderd mensen en bezette Lalish acht maanden lang. Op een dag stuurde de Jezidi-leider Ali Beg een bericht naar de Mizuri-leider Ali Agha al-Balti, waarin hij het verlangen naar vrede en vriendschap uitsprak en hem aanbood om op te treden als kirîv (sponsor) voor de besnijdenis van zijn zoon. De Mizuri-hoofdman reageerde positief en arriveerde een paar dagen later met een kleine escorte in de stad Baadre, waar de residentie van de Jezidi-prinselijke familie is gevestigd. Het is niet bekend of hij een kleine escorte nam uit minachting voor de Jezidi-leider, of om zijn vertrouwen in zijn gastheer te tonen. Bij zijn aankomst liet Ali Beg hem op verraderlijke wijze vermoorden, wat leidde tot een grote mate van woede onder de Mizuri's en hen ertoe aanzette zich te verzamelen voor een grote aanval op de stad Baadre. In afwachting van de aanval hadden duizenden Jezidi-strijders zich in Baadre gestationeerd. De inval werd afgeblazen uit angst voor Bahdinaanse troepen die zich tegen de Mizuri's zouden verzamelen toen de pasha van Amadiya, die ook de prins van Bahdinan was en verdacht werd van samenzwering bij de moord op de Mizuri-hoofdman, zijn verzet tegen de inval aankondigde.
De jezidi's zijn al eeuwen slachtoffer van vervolging door vijandige buren of regimes. Dieptepunt van die vervolgingen was de slachtpartij die de bei van Rowanduz liet aanrichten in 1832. De jezidi's emigreerden in die Ottomaanse periode dan ook massaal naar de Kaukasus en speelden vervolgens een belangrijke rol in Armenië, Azerbeidzjan en Georgië. Hun situatie daar verslechterde na de val van de Sovjet-Unie. Ook in Turkije zorgde repressie voor emigratie: Turkse jezidi's migreerden vooral naar Duitsland.
In Irak kampen jezidi's met vijandigheid van islamitische militanten. In 2007 werden ze het doelwit van een aantal zware aanslagen. Als aanleiding werd de steniging van Du'a Khalil Aswad aangehaald. Hierbij was in april 2007 het 17-jarige jezidimeisje Du'a Khalil Aswad in haar dorp gedood omdat ze een relatie met een soennitische jongen had en er geruchten gingen dat ze moslim wilde worden. Op 23 april 2007 vermoordden ISIS-militanten 23 jezidi's in Mosoel. Op 14 augustus 2007 vond in de Noord-Iraakse plaats Qahataniya de zwaarste aanslag uit de Iraakse (burger)oorlog plaats. Bij een tegen de jezidi's gerichte zelfmoordaanslag vonden 796 personen de dood en vielen meer dan 1500 gewonden. De aanslag was een week ervoor door aan Al Qaida verbonden islamitische militanten aangekondigd omdat zij jezidi's als anti-islamitisch zien. Ook hier werd opnieuw de steniging van Du'a Khalil Aswad als reden aangehaald.

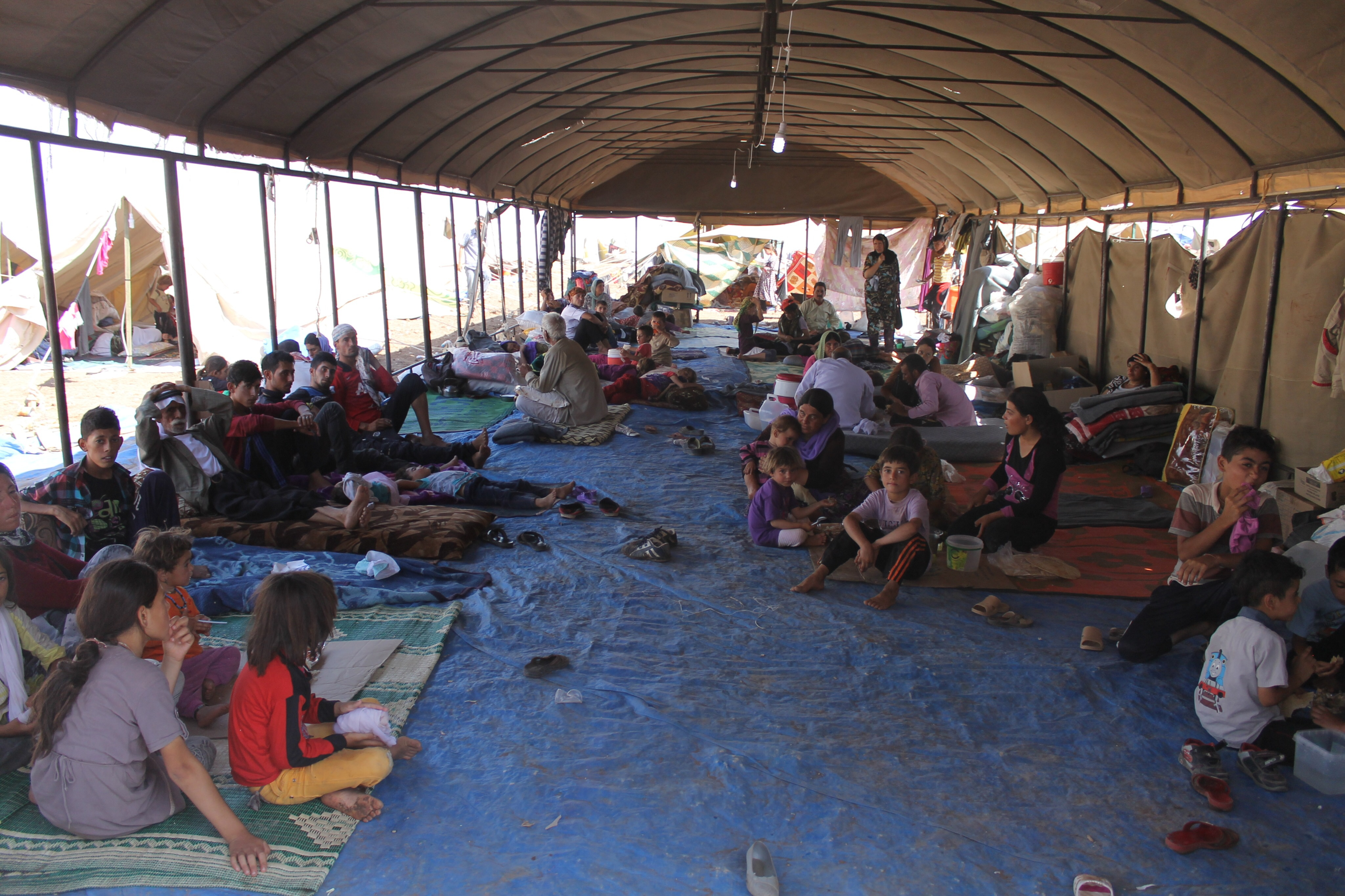
Jezidi-vluchtelingen in 2014

In 2014 waren de jezidi's een van de bevolkingsgroepen die door de terreurgroep ISIS werden vervolgd en vermoord. Op 30 juli van dat jaar kwamen de jezidi's in opstand tegen het oprukkende ISIS; 500 van hen zouden zijn vermoord. Velen van hen kwamen vast te zitten op de berg van Sinjar, waar ook veel mensen stierven door honger, dorst en gebrek aan medicijnen. Het lot van de jezidi's die in handen zijn gevallen van ISIS is dat zij zich moeten bekeren tot de islam; vaak vinden zij de dood of vrouwen worden verhandeld als slaaf.
In 2020 leven er naar schatting 75.000 jezidi's in West-Europa (vooral Duitsland en Zweden), 150.000 in de Kaukasus en 500.000 in Noord Irak. De jezidi's hebben het moeilijk om zich te handhaven in de stedelijke Europese samenleving en om het jezidisme te institutionaliseren. In België heeft de jezidigemeenschap haar centrum in Luik; de Brusselse jezidi's zijn voornamelijk afkomstig uit de voormalige Sovjet-Unie. In Nederland leven zo'n 5000 jezidi's.

### Syrische / Irakese Burgeroorlog
In 2014 en 2015 zijn de jezidi's van Irak door Islamitische Staat (IS) aangevallen, vermoord of als slaven verkocht. De stad / regio Sinjar in Irak werd door IS ingenomen. De Peshmerga hebben sindsdien de stad heroverd. Ook hebben de jezidi's hun eigen militie opgericht.